# Фабрики П. А. Соловьёва

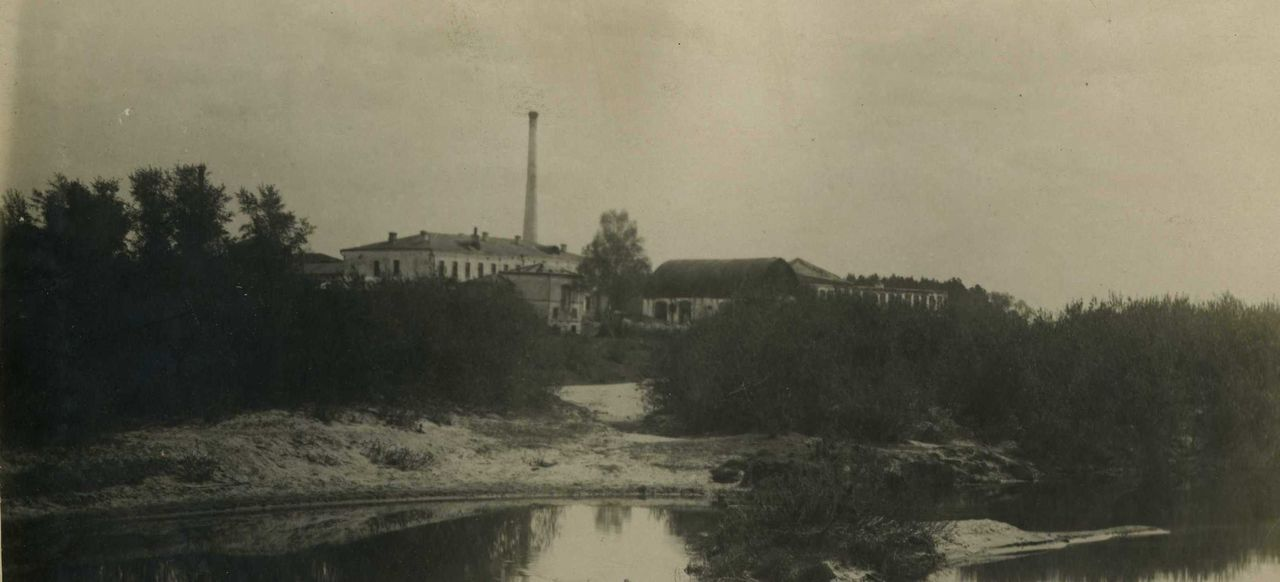
Вид на фабрику купцов Соловьёвых с противоположного берега реки Киржач

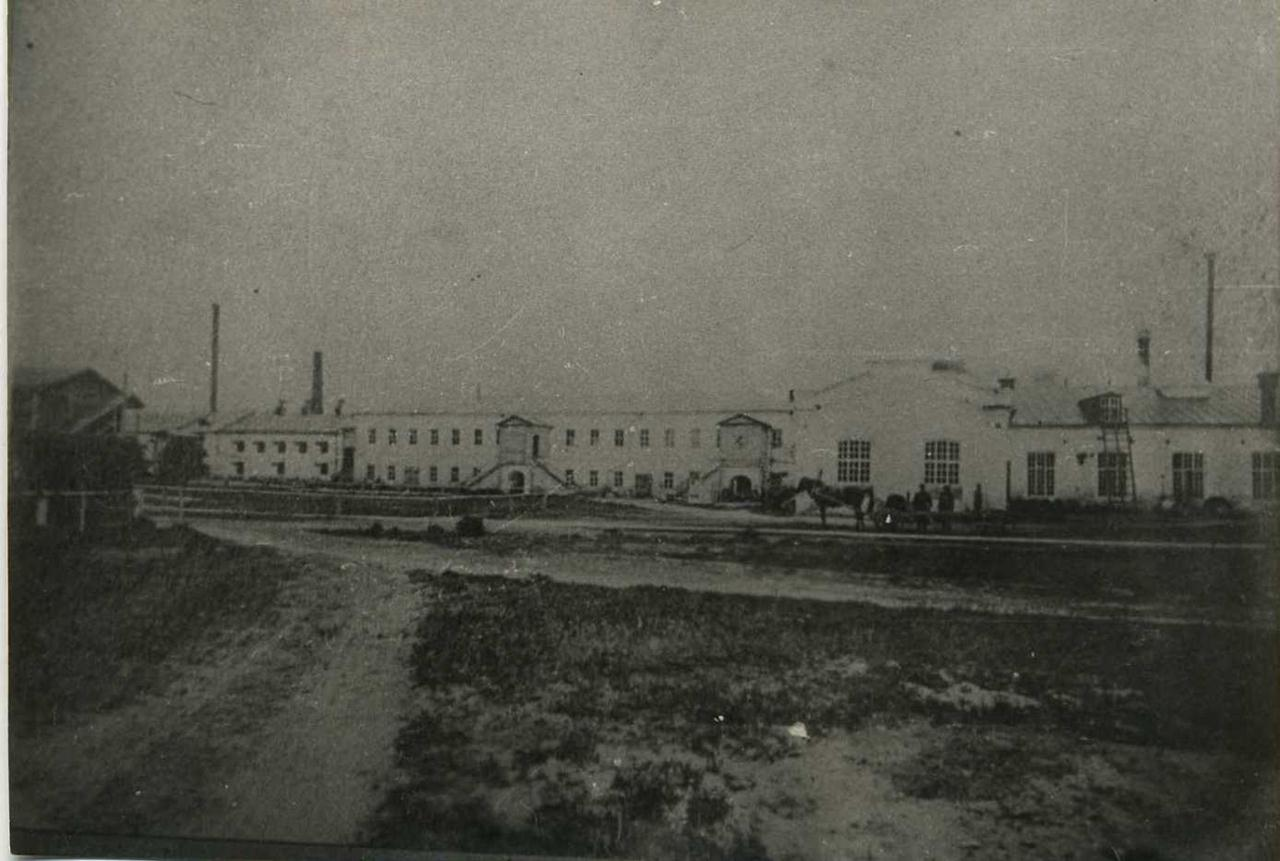
Фабрика купцов Соловьёвых в городе Киржач

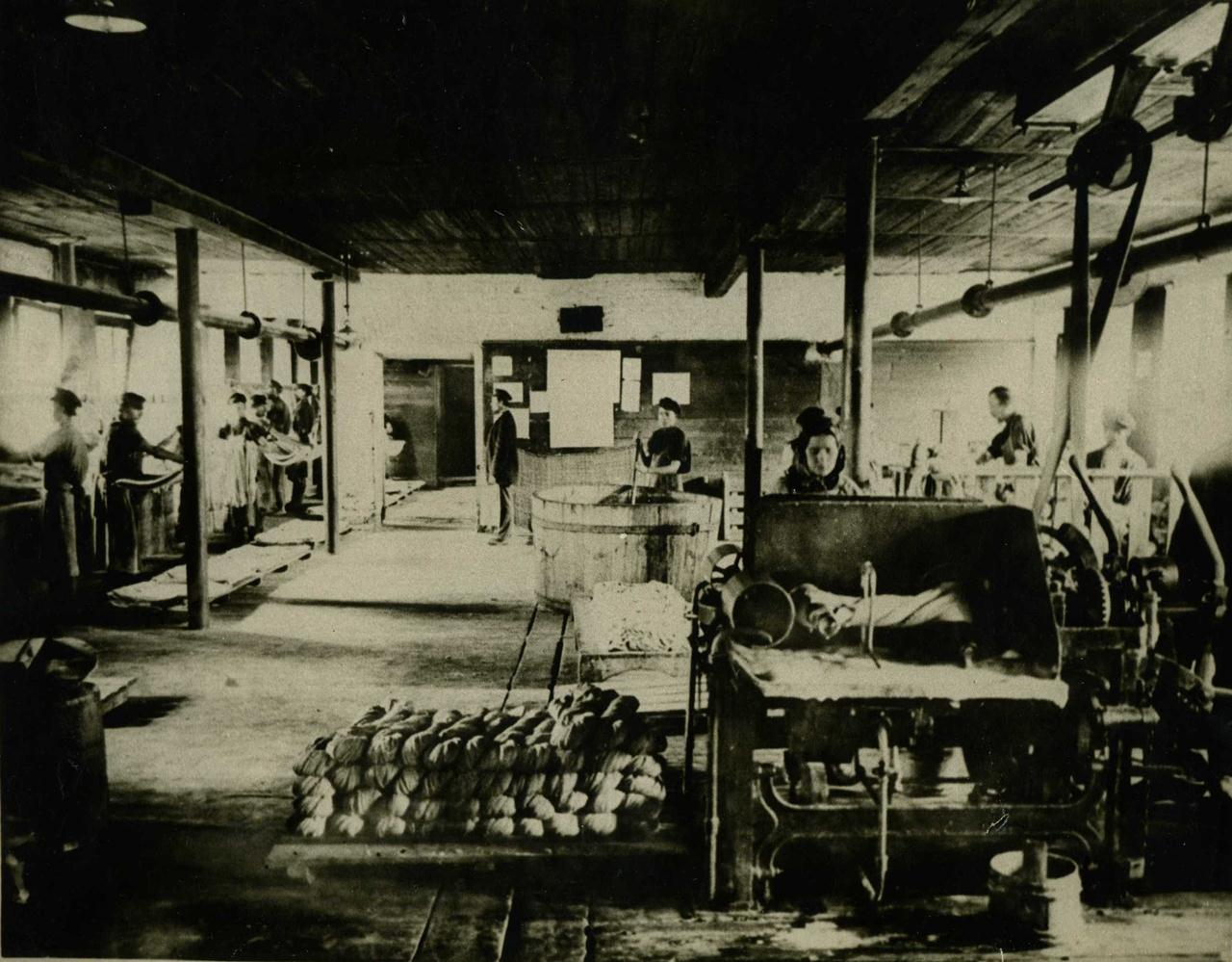
Красильный цех фабрики Соловьёва-Недыхляевой в городе Киржач

Фабрики П. А. Соловьёва (пряже-красильная, миткально-красильная, ситце-набивная, миткально-ткацкая) были расположены в Лукьянцевской волости Покровского уезда Владимирской губернии около города Киржач на реке Киржач в середине XIX — начале XX веков.
Фабрики построены киржачским 1 гильдии купцом Петром Александровичем Соловьёвым. В 1849 году — пряже-красильная фабрика, в 1865 году — миткально-красильная и ситце-набивная и в 1879 году — миткально-ткацкая. На фабриках занимались окрашиванием пряжи, ситцев и миткаля в красный адриано-польский цвет. По данным на 1884 год фабриками непосредственно заведовал сын владельца, технолог Санкт-Петербургского технологического института Пётр Петрович Соловьёв.
П. А. Соловьёв вместе со своим отцом в юности занимался церковной живописью. В 19 лет на фабрике братьев Залогиных в Богородском уезде познакомился с ткачеством бумажных и полушёлковых материй. Здесь он рисовал узоры, по которым выбивался картон для станков с кареткой жаккарда. Позднее стал мастером, которому фабрикант давал в долг шёлк-сырец, а иногда представлял помещение под светёлку. Соловьёвы в начале завели контору, через которую шёлк-сырец поступал к ткачам и в виде ткани возвращался обратно к Залогину. Около 1840 года П. А. Соловьёв при поддержке отца — церковного живописца завел свою небольшую фабрику. Сначала ткали сатин-дубль, гро-гро, бурс, потом — атлас и фай. «Опыт, — пишет историк в заказанной купцами книге, — увенчался неожиданным успехом… учредители этого полезного предприятия в короткое время настолько увеличили свои средства, что в 1849 году вблизи города имели возможность устроить бумаго-прядительное заведение».
По данным на 1884 год среднее число рабочих на производстве:
- взрослых: 340 мужчин и 60 женщин
- до 12-ти лет — 26
- от 12 до 18 лет — 40[1].

По данным на 1905 год на фабриках работает 970 человек, двор — 1.
Большая часть рабочих проживает на территории фабрик. На фабриках 4 паровых котла, 4 паровые машины, 102 ткацких станка с приготовительными машинами, одна промывальная для пряжи системы Гантерт, одна отжимная центробежная работы Гуммель, 2 чугунных паровых красильных ванны для пряжи русской работы, 4 медные красильные ванны для миткаля русской работы, 7 кубов для отжимки миткаля и пряжи окрашенных и выварки суровых, медные русской работы, один паровой куб для выварки пряжи, работы Зульцера, один календор трехвальный, один перотин работы Гуммеля четырёхколерный, одна самоточка небольшая, 2 центробежных четырёхдюймовых насоса, один кузнечный горн, разных медных котлов — 3, чанов разных деревянных — 18, баков деревянных — 4, железных 1, чанов железных — 2, одна трехвальная чугунная клотц-машина работы Гуммеля из Берлина.
В 1879 году фабрики выпустили окрашенной пряжи и напитанной жиром 18 000 пудов на сумму 378000 рублей, ситцев и платков 36000 кус. на 350000 рублей. Миткаля сурового 25000 штук на 112500 рублей.
При фабриках совместно с соседним фабрикантом А. А. Соловьёвым устроена больница на семь кроватей. Больницей заведует киржачский городовой врач и 2 фельдшера.
После 1917 года фабрика стала наименоваться фабрикой им. Урицкого. Фабрики Соловьёвых явились базой, на которой затем вырос и развивался Киржачский шёлковый комбинат.